# David Allen

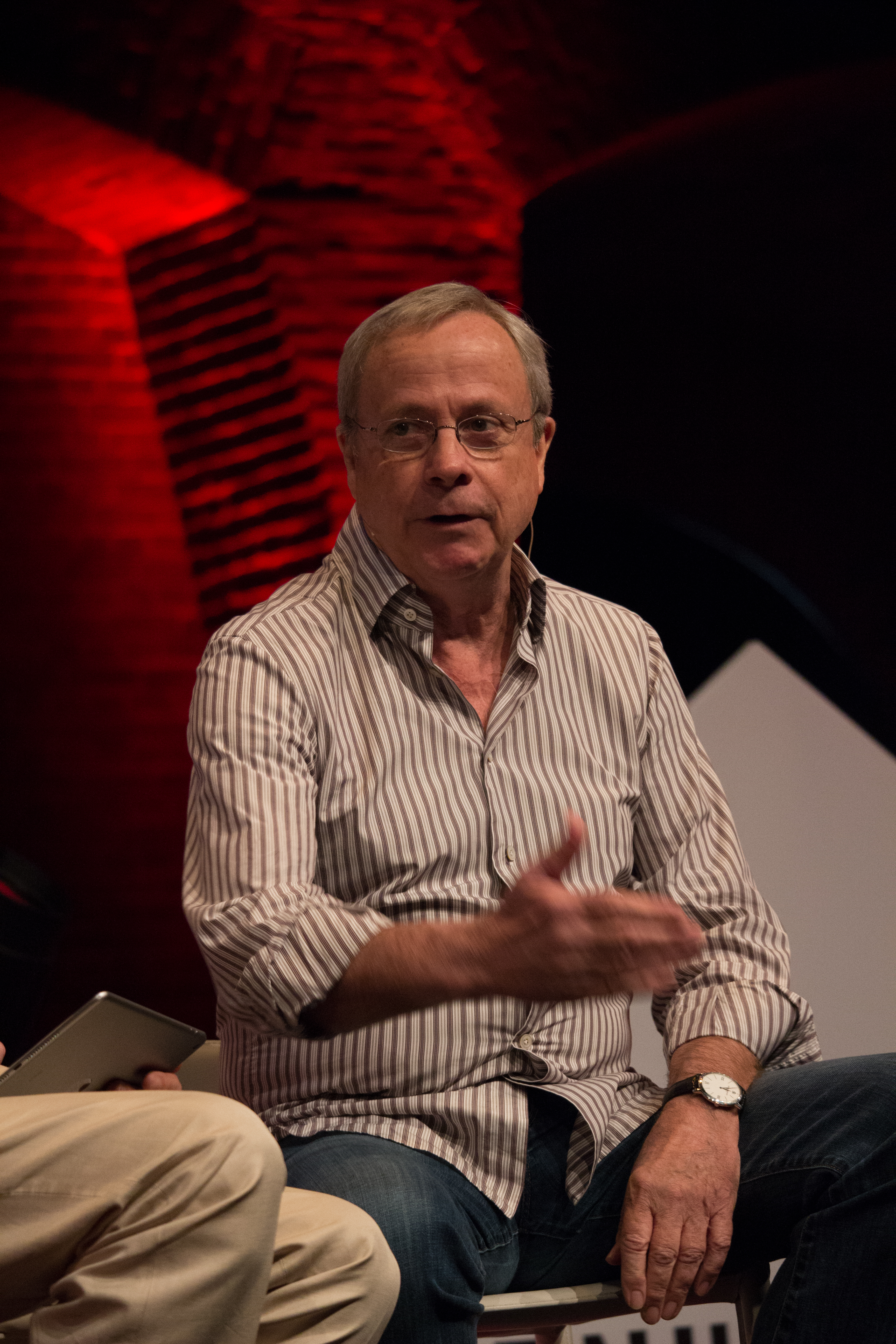

David Allen (nacido el 28 de diciembre de 1945) es consultor e instructor de productividad. Es el creador de Getting Things Done (GTD), un método de productividad personal. Creció en Shreveport (Luisiana), Estados Unidos, donde actuó y ganó un campeonato estatal de debate. Fue a la facultad de New College, ahora conocida como New College of Florida, en Sarasota, estado de Flórida. 
Su carrera profesional incluye trabajos como mago, camarero, instructor de karate, instructor de desarrollo personal y gerente de una agencia de viajes. El asegura haber tenido 35 profesiones antes de tener 35 años.
Comenzó a aplicar sus perspectivas sobre productividad con negocios en la década de 1980, cuando consiguió un contrato para proyectar un programa para ejecutivos y gerentes en la Lockheed Corporation.
Fundó la David Allen Company, que está enfocada en productividad personal y entrenamiento ejecutivo. El método Getting Things Done (GTD) es parte de sus esfuerzos como instructor. También es uno de los fundadores de Actioneer, Inc.  Archivado el 19 de septiembre de 2020 en Wayback Machine., una empresa especializada en herramientas de productividad para Palm Pilot.
Actualmente vive en Ámsterdam, Holanda, con su cuarta esposa, Kathryn, la cual él describe como su "extraordinaria compañera en el trabajo y la vida" en la dedicación a Getting Things Done. 